# Discrimination selon l'apparence physique

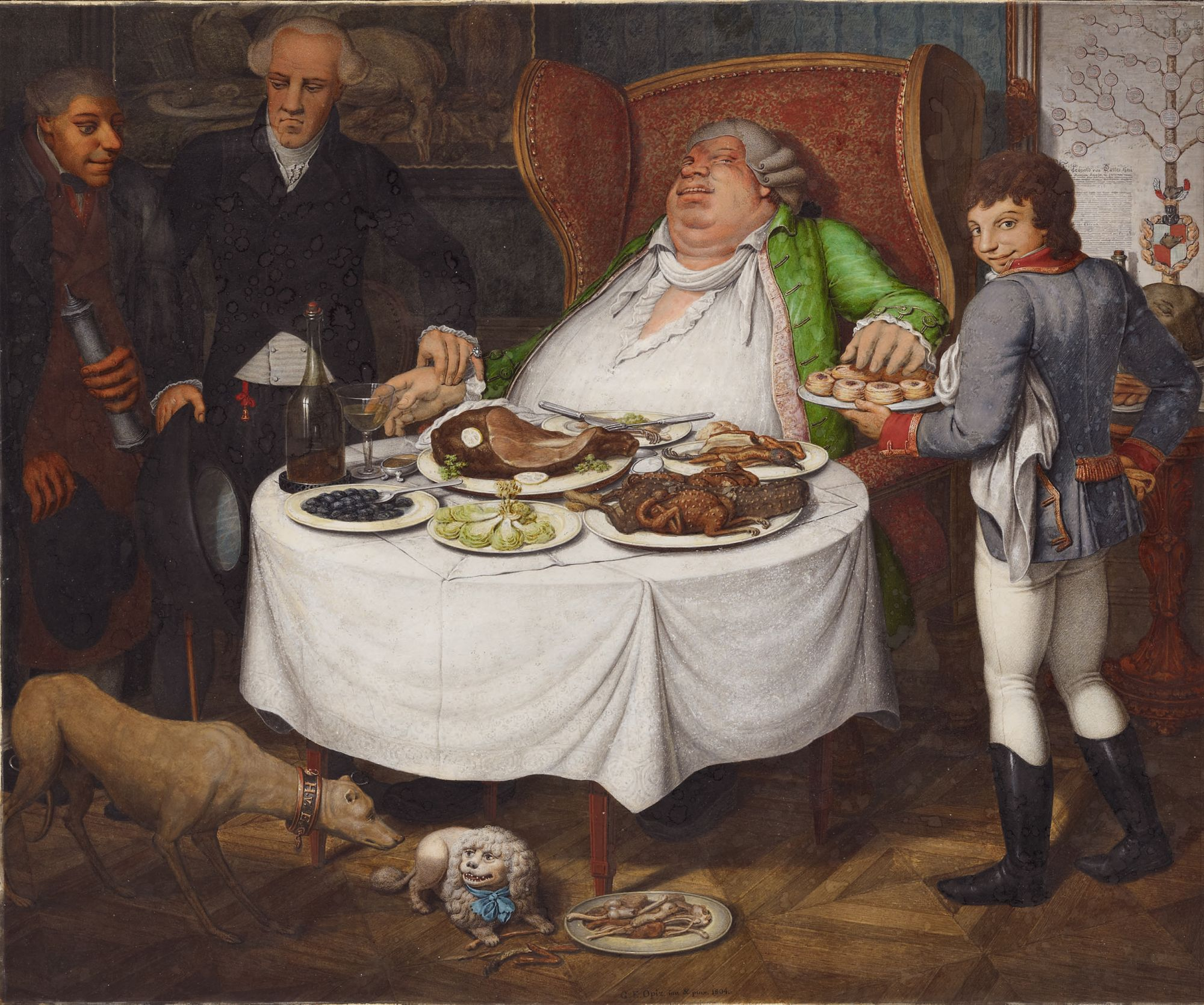
Les personnes grosses, en surpoids ou obèses, sont souvent perçues comme des personnes manquant de contrôle sur leur alimentation.
Le Glouton, Georg Emanuel Opiz, 1804.

La discrimination selon l'apparence physique, porte sur les caractéristiques visibles d'un individu modifiable ou non qu'il s'agisse de son physique proprement dit (taille, poids, visage, cheveux, couleur de peau), de sa vêture, de ses tatouages, piercing et maquillage.
Parfois désignée par le néologisme lookisme (du mot anglais lookism, composé de look : apparence et -ism : -isme), désigne la création de stéréotypes et les discriminations pour cause d'apparence physique. 
Le lookisme se distingue du body shaming, forme d'expression humiliante qui propage, encourage ou justifie cette discrimination.

## Définition
On peut le définir de la manière suivante : 

« Le lookisme est la supposition que l'apparence physique est un indicateur pour la valeur d'une personne. Elle fait référence à la construction sociale d'une norme de beauté et à l'oppression par création de stéréotypes et par généralisation sur des personnes correspondant ou ne correspondant pas à cette norme. »

## Domaines concernés
Les personnes peuvent être confrontées à des discriminations selon l'apparence physique dans tous les domaines de la vie quotidienne : emploi (recrutement, promotion, traitement inéquitable, employabilité et chômage, carrière), enseignement (admission, biais cognitifs et sociologiques chez les enseignants, et les étudiants, épreuves orales, harcèlement, stigmatisation sociale, effet Pygmalion chez les enseignants dont les attentes, même erronées, influencent les progrès et la réussite des élèves), statut social (mobilité sociale intergénérationnelle en ce qui concerne le niveau d'éducation, la profession et le revenu), relations interpersonnelles (sélection inconsciente ou tacite du partenaire ou des amis selon des critères physiques, pouvoir de négociation des femmes au sein du ménage), accès aux biens et services (commissions d'attribution de logement ou locations, prêts bancaires, négociation de prix, examen du permis de conduire, sélection à l'entrée des discothèques ou mauvais accueil dans des bars), justice (préjugés des magistrats, avocats et jurés liés à l'apparence physique de l'accusé ou des témoins, récusation de juge, effets sur le rendu de la peine, le « délit de sale gueule » aggravant les condamnations), politique (éthos de l'orateur politique, succès électoral)…

## Impacts
Si la pudeur, la honte, la lassitude ou le déni rendent parfois la souffrance moins dicible ou visible, les personnes discriminées n'en sont pas moins affectées par ce type de discrimination qui produit des impacts psychologiques et physiologiques plus ou moins profonds.
L'industrie du spectacle, la publicité et les médias sont accusés de jouer un rôle dans la perpétuation de cette discrimination en véhiculant des normes de beauté irréalistes et des stéréotypes. Toutefois, leur sensibilisation aux impacts potentiels du lookisme conduit le sociologue Jean-François Amadieu à observer « depuis quelques années une inflexion inattendue qui pourrait bien contribuer à faire bouger les lignes de manière décisives ».

## Droit par pays

### Droit français
L'apparence physique est une discrimination reconnue dans le droit en France (code pénal) depuis la loi du 16 novembre 2001. Le rapport de l’assemblée nationale n° 2609 , à l’origine de cette loi, évoque l'inclusion de ce critère d'apparence physique « par effet de réaction à des faits d’actualité, tels le licenciement d’une vendeuse à raison de sa couleur de peau jugée inadéquate par rapport au rayon dans lequel elle exerçait, ou encore la mention de « race blanche », d’une personne ayant une « bonne tête » dans une annonce d’offre d’emploi (Péru-Pirotte, 2009). Le rapport justifie en outre l’ajout de l’apparence physique à la suite du contentieux entre une compagnie aérienne américaine et certaines de ses hôtesses. La compagnie avait instauré un poids à ne pas dépasser en fonction du sexe, de l’âge et de la taille des employé-es sous peine de suspension, voire de résiliation de contrat, ce qui induit, d’après le rapport, l’existence d’une discrimination selon l’apparence physique « souvent méconnue ou niée ». Les exemples choisis mettent tous en avant le caractère multidimensionnel de l’« apparence physique », que confirment également des enquêtes récentes (DDD, 2016)… Considéré comme une originalité française, le critère est textuellement absent du droit international et du droit communautaire ».
Depuis cette loi de 2001, le cadre législatif antidiscriminatoire français a évolué. La définition même de la discrimination (directe et indirecte) est donnée par le législateur dans la loi du 27 mai 2008, transposition des directives européennes RACE et EMPLOI, alors que la première occurrence de la notion en droit français date de 1972 et que la mission de la définir incombait jusque-là au juge national.
Longtemps sous-estimée, cette discrimination est mise en évidence notamment pour l'accès aux emplois par des testings de l'Observatoire des discriminations créé en 2003 et par les sondages du défenseur des droits créé en 2008. Cette législation antidiscriminatoire reste cependant largement ignorée ; « en témoigne le faible nombre de réclamations sur ce sujet auprès du Défenseur des droits et le petit nombre d'affaire jugées ».

### Droit canadien

#### Droit québécois
Dans l'affaire Ward c. Québec (Commission des droits de la personne et des droits de la jeunesse) , la Cour suprême affirme que les propos qui relèvent de l'humour ne sont pas ordinairement de nature à entraîner un effet social discriminatoire car de tels propos ne cherchent pas à provoquer l'exclusion ou la haine. Au contraire, elle observe que distribuer des tracts haineux comme dans l'arrêt Saskatchewan (Human Rights Commission) c. Whatcott est un bon exemple d'une situation où le critère de l'effet social discriminatoire est satisfait. Le contexte de l'affaire Ward c. Québec (CDPDJ) est que la Charte québécoise ne reconnaît pas directement l'apparence physique comme motif de discrimination, mais il est reconnu que le handicap puisse avoir un lien avec l'apparence physique. 